# Praxil·la
Praxil·la (en llatí Praxilla, en grec antic Πράξιλλα) fou un poeta lírica grega, nascuda a Sició, que va florir a l'Olimpíada 82, cap al 450 aC. Va ser una de les nou poetes distingides amb l'epítet de les muses de la lírica, segons diuen Suides i l'Antologia palatina.
Les seves històries eren eròtiques, basades en l'antiga mitologia dels doris. Lísip de Sició va fer una estàtua de Praxil·la que menciona Tacià. Alguns escolis seus van ser considerats entre les més famoses composicions d'aquesta mena. Alguns autors pensen que va escriure l'escoli conservat per Ateneu de Nàucratis, molt popular a Atenes. També va compondre ditirambes en versos heroics amb l'ús eventual de sistemes dactílics, i en què ocasionalment apareix l'hexàmetre. Una classe de vers dactílic logaèdic (que tenia un dactílic més que l'alcaic) va ser anomenat praxil·leu (Πραξίλλειον) en honor seu. També va agafar el seu nom el vers jònic, un trímetre major braquicatalèctic.
Va escriure un himne a Adonis del que es conserven tres versos. També un ditirambe sobre Aquil·les, del que només se'n conserva un vers que suggereix que es basava en Homer. S'han recollit d'ella alguns fragments de proverbis que havia popularitzat.